# Ghazi Youssef
 (octobre 2016).
Si vous disposez d'ouvrages ou d'articles de référence ou si vous connaissez des sites web de qualité traitant du thème abordé ici, merci de compléter l'article en donnant les références utiles à sa vérifiabilité et en les liant à la section « Notes et références ».
Pour les articles homonymes, voir Youssef.
Ghazi Youssef (né à Beyrouth en 1954) est un économiste et un homme politique libanais.

## Biographie
Docteur en économie, diplômé aux États-Unis, il fut le conseiller de nombreuses personnalités politiques libanaises, parmi lesquelles l'ancien ministre Mohammad Youssef Beydoun entre 1990 et 1992, puis Fouad Siniora entre 1992 et 1998.
Sa relation avec Rafiq Hariri se développera particulièrement dès 1998 et il devint l'un de ses plus proches conseillers économiques.
Il se présenta aux élections législatives de 2000 pour le siège de député chiite de la 3e circonscription de Beyrouth, mais retira sa candidature peu avant le scrutin. Avec le retour au pouvoir fin 2000 de Rafiq Hariri, Ghazi Youssef est nommé secrétaire général du Haut Conseil de la Privatisation. En 2005, soutenu par Saad Hariri et le Courant du Futur, il est élu d'office député chiite de la capitale, et devient ainsi l'un des deux seuls députés chiites de l'Alliance du 14 Mars.